# Distrikt Quequeña
Der Distrikt Quequeña liegt in der Provinz Arequipa in der Region Arequipa in Südwest-Peru. Der Distrikt wurde am 2. Januar 1857 gegründet. Er besitzt eine Fläche von 34,9 km². Beim Zensus 2017 wurden 5043 Einwohner gezählt. Im Jahr 1993 lag die Einwohnerzahl bei 904, im Jahr 2007 bei 1219. Die Distriktverwaltung befindet sich in der 2536 m hoch gelegenen Ortschaft Quequeña mit 260 Einwohnern (Stand 2017). Quequeña liegt knapp 20 km südsüdöstlich der Provinz- und Regionshauptstadt Arequipa.

## Geographische Lage
Der Distrikt Quequeña liegt im zentralen Südosten der Provinz Arequipa. Er liegt am südöstlichen Rand des Ballungsraumes von Arequipa. Der Río Yarabamba fließt entlang der südwestlichen Distriktgrenze. In den Tallagen findet bewässerte Landwirtschaft statt.
Der Distrikt Quequeña grenzt im Süden und im Südwesten an den Distrikt Yarabamba, im Norden an den Distrikt Mollebaya, im Nordosten an den Distrikt Pocsi sowie im Osten an den Distrikt Polobaya.